# Iochares
Iochares is een geslacht van vlinders van de familie tastermotten (Gelechiidae).

## Soorten
- I. festa Meyrick, 1921
- I. straminis (Walsingham, 1881)